# Böhm Henrik
Böhm Henrik (Várpalota, 1867. április 10. – Budapest, 1936. október 23.) zsidó származású magyar építész.

## Életpályája
Böhm Henrik várpalotai zsidó családban született Böhm Lipót (1820–1901) és Hirschler Leonóra gyermekeként. Középiskolai tanulmányait Székesfehérváron, majd Budapesten végezte. 1890-ben szerzett építészi oklevelet a Budapesti József Nádor Műszaki Egyetemen, majd többéves tanulmányutat tett Ausztriában, Hollandiában, Svédországban, Dániában, Németországban. 1896-ban nyitotta meg közös tervezőirodáját Hegedűs Árminnal. Legszebb, szecessziós stílusban készült munkája a csáktornyai kaszinó épülete, amely 1904-ben készült el. Hegedűssel mindketten vállaltak önálló megbízásokat is, de számos esetben együtt készítették terveiket.
Házastársa Nagy Anna volt.

## Munkássága
Böhm Henrik és Hegedűs Ármin irodája már a századfordulót követően jelentős épületeket tervezett. Kiválik ezek közül a budapesti Szervita téren (Martinelli tér) épült egykori Török-bankház épülete (1906), mely pártázatos, díszes, hangsúlyos attikafalával feltűnő. Pöstyénben a Thermia Palace gyógyszállót, az Irma-gyógyfürdőt és a Pro Patria fürdőkórházat 1915-ben építették. Az Irma-fürdő szecessziós hangvételű. A nagyszálló homlokzatán, de kivált repreztentatív belső terein – így a fogadócsarnokban és az étteremben is – a szecessziót követő neobiedermeier divat hangulata árad el. A pöstyéni, ún. Alexander-magánszanatórium' már határozottan a barokk kompozíciók felé mutató eklektikában fogant, míg a Daruváron épített kisebb fürdőépület keleties hangvételű.
Ilyen előzmények után a Böhm és Hegedűs iroda a húszas évekre a fürdő- és szálloda építkezésekhez megfelelő tervezési tapasztalattal rendelkezett. A korábbiakkal szemben azonban ezek szinte mind neobarokk stílusban épültek. A kiskunfélegyházi Városi fürdő és szálloda kétemeletes fő tömbje a barokk kastélyra emlékeztető.  A szimmetrikus alkotástól jellegében merően eltér a szolnoki Tisza fürdő és szálloda (1927) épülete erőteljes neobarokk formaalkotás mellett egészében jól kiegyensúlyozott, aszimmetrikus kompozíció. Békéscsabán a Városi fürdő- és szállodaépület hegyes szögű saroktelekre épült. A fürdőcsarnokban egy nagyobb és egy kisebb, elliptikus alaprajzú medence épült.  Az épület külsején megjelenített neobarokk architektúrához viszonyítva a fürdőcsarnokok díszítése a tetszetősebb és egyénibb. Az egri Termálfürdő épülete barokk kúriára emlékeztet. A fővárosi kislakásépítés keretében a Böhm és Hegedűs iroda tervei alapján építették a Gyöngyösi úti ötszintes lakóépületet (1926). Az épület alaprajzában (függőfolyosós lakásmegközelítés) és homlokzataiban igénytelen.

## Művei

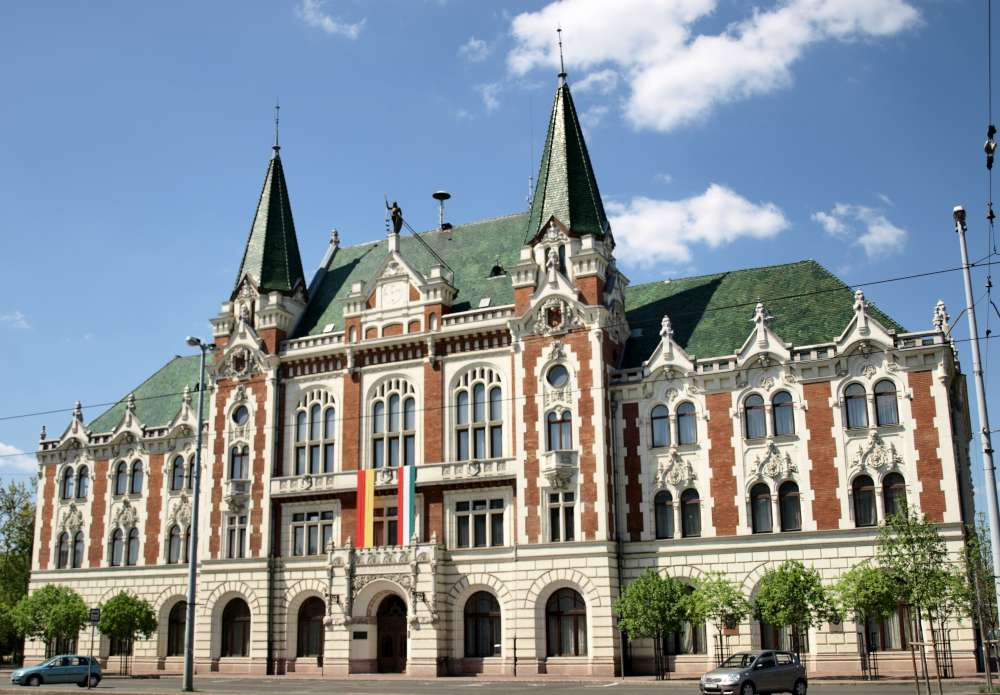
Az Újpesti új városháza épülete

### Egyéb épületei
- Újpestvidéki Takarékpénztár (1899, ennek részben elbontásával és átépítésével jött létre az Újpesti Gyermek- és Ifjúsági Ház);
- A Kozma utcai izraelita temető árkádsora (tervben maradt)
- több síremlék a budapesti Kozma utcai temetőben:[5]
  - Kozma utcai temető, Bőhm Lipót és Lipótné síremléke, 1902
  - Kozma utcai temető, Hirschler-síremlék, 1903
  - Kozma utcai temető, Fleisch-síremlék, 1904
  - Kozma utcai temető, Wagner-síremlék, 1904